# Xã Dixon, Quận Monroe, Arkansas
Xã Dixon (tiếng Anh: Dixon Township) là một xã thuộc quận Monroe, tiểu bang Arkansas, Hoa Kỳ. Năm 2010, dân số của xã này là 225 người.